# Їжак сомалійський
Їжак сомалійський (Atelerix sclateri) — вид ссавців з роду африканських їжаків. Ендемік півночі Сомалі.
Довжина — 18-25 см (7-10 дюймів).
Середня вага — 300-700 г. 
Голки забарвлені смугами в коричнево-шоколадний і чорний колір, хутро на грудях і черевці біле з коричневими плямами.
Цей вид є близьким до іншого африканського виду їжаків — їжака карликового (Atelerix albiventris)  .